# St. Mang (Regensburg)

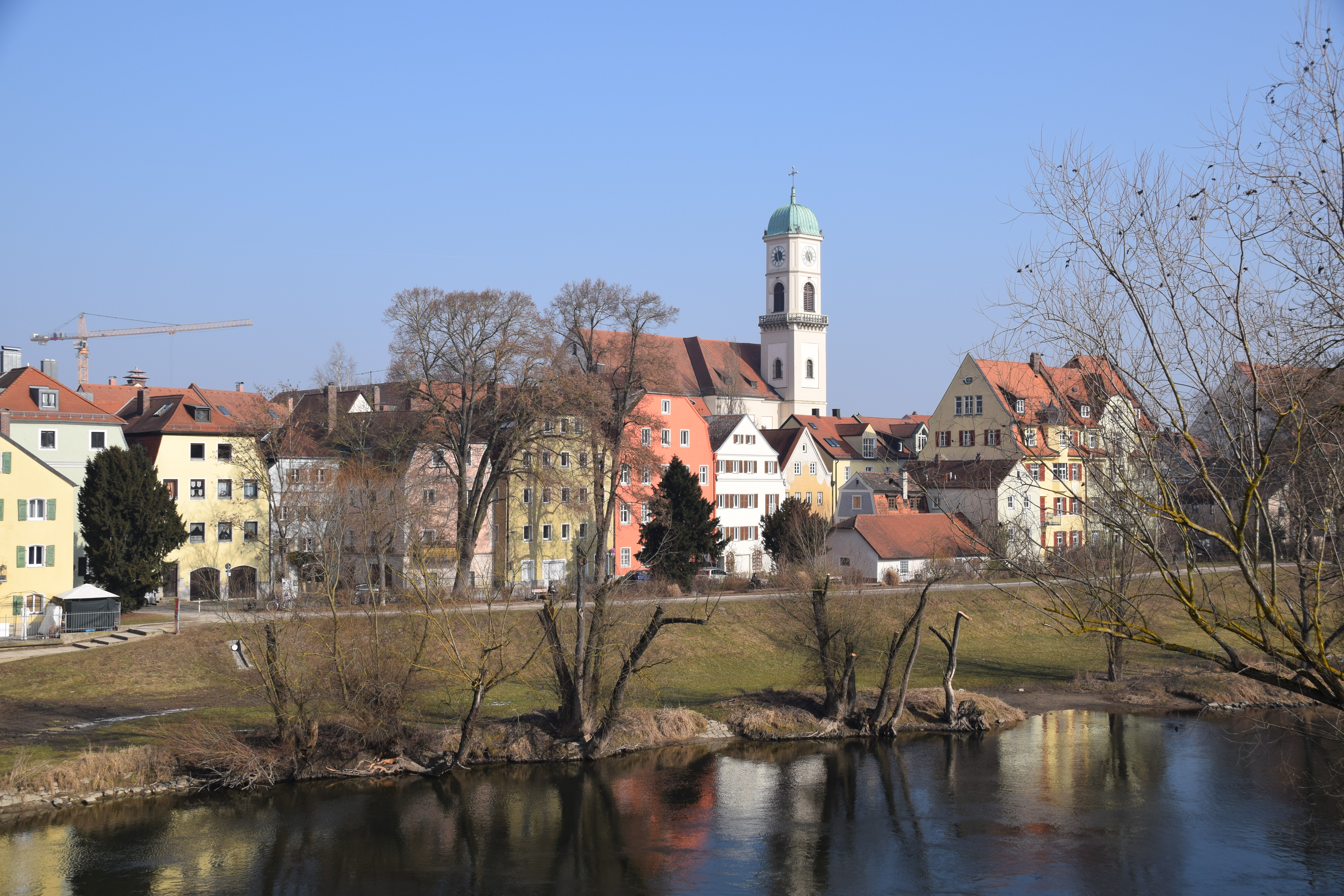
Blick auf St. Andreas und
St. Mang von Süden über den Nordarm der Donau

Der Kloster- und Kirchenkomplex des ehemaligen Augustiner-Chorherrenstifts St. Mang (St. Andreas und Magnus) im Regensburger Stadtteil Stadtamhof geht auf eine Kirche zu Ehren des heiligen Magnus zurück, die hier zur Mitte des 12. Jahrhunderts existierte. Nach der Totalzerstörung im Dreißigjährigen Krieg erfolgten Neubauten im 18. Jahrhundert. Heute beherbergen die Gebäude die Kirchenmusikhochschule Regensburg.

## Lage
Das Gelände, auf dem die Gebäude des ehemaligen Augustiner-Chorherrenstifts St. Mang standen und wo auch die heutigen Nachfolgebauten stehen, liegt heute auf dem Gebiet des Regensburger Stadtteils Stadtamhof, am nördlichen Rand des denkmalgeschützten Ensembles Altstadt von Regensburg mit Stadtamhof, das zum UNESCO-Welterbe erhoben wurde. Das Gebiet liegt nördlich beider Arme der Donau und ist von der Altstadt über die Steinerne Brücke einfach zu erreichen. Nur 200 m nördlich entfernt verläuft seit 1978 der Europakanal, der über die Protzenweiherbrücke den Stadtteil Steinweg anbindet. 500 m östlich entfernt verläuft der Fluss Regen, der hier nicht über eine Brücke mit dem Stadtteil Reinhausen verbunden ist.

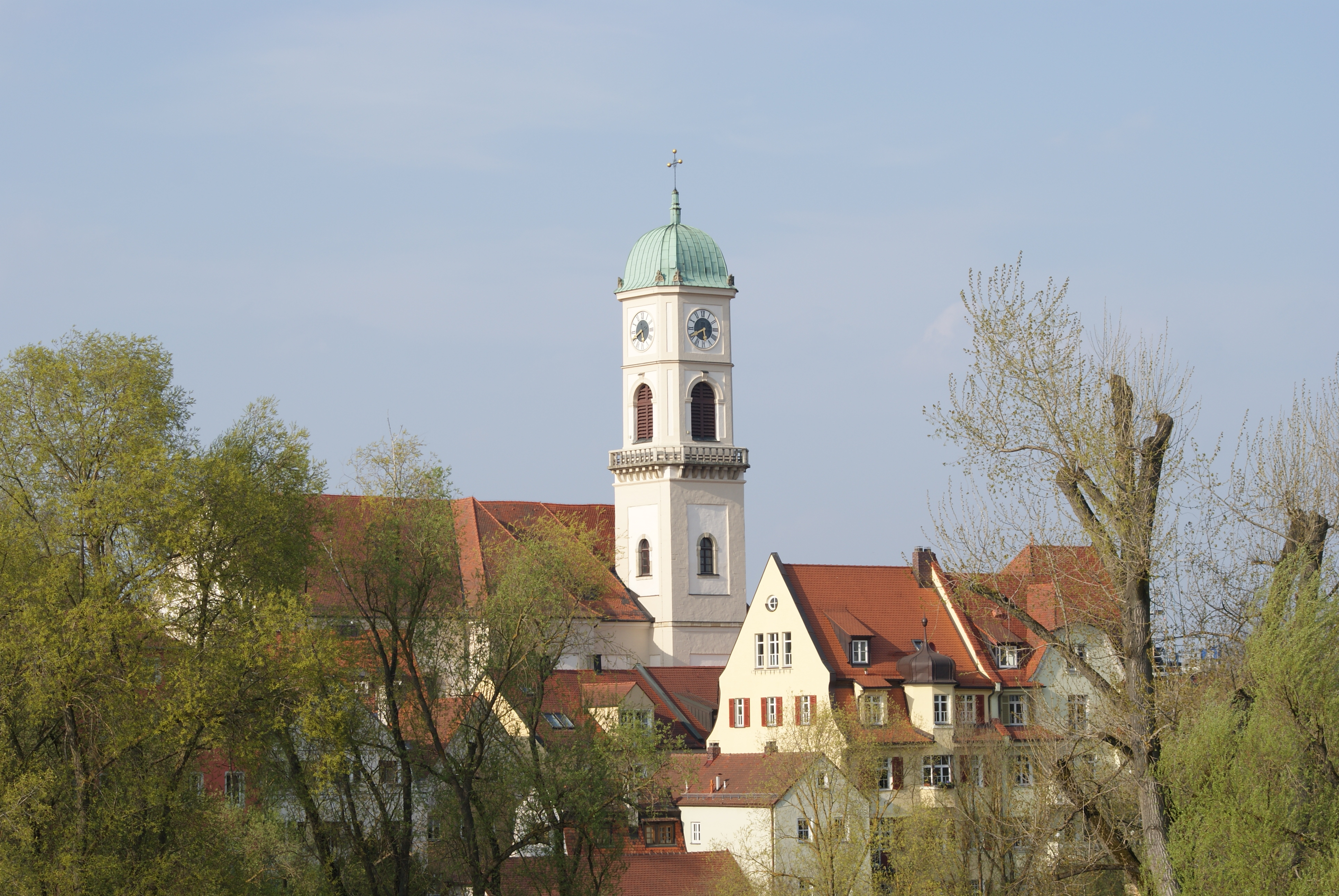
St. Andreas und St. Mang (Blick von Südwest
von der Steinernen Brücke)

In Hinsicht auf die spätere Zerstörung aller Stiftsgebäude im Dreißigjährigen Krieg ist es erwähnenswert, dass damals die Stiftsgebäude ungeschützt in einem militärisch stark gefährdeten Gebiet lagen. Die bayerische Kleinstadt Stadtamhof, war nicht wie Regensburg durch eine starke Stadtmauer geschützt und die nördlich verlaufende Flutmulde der Donau führte nur selten Wasser und bot keinen Schutz gegen Angreifer von Norden. Außerdem konnte das gesamte Stiftsgelände von den umgebenden Hügeln bei Reinhausen und von den Winzerer Höhen aus sehr effektiv von der stark überlegenen feindlicher Artillerie beschossen werden.

## Geschichte

### Frühe Geschichte
Auch wenn bereits für das Jahr 1051 hier eine Wegkapelle erwähnt wird und für 1053 die Rede ist von einer St. Mang-Kirche am Ufer zwischen Donau und Regen, mit dem Vermerk, dass diese Kirche schon lange besteht, so bleibt der Ursprung dieser ersten St. Mang Kirche unsicher.
Für die Mitte des 11. Jahrhunderts ist die Existenz einer dem Heiligen Magnus zugeschriebenen Magnus-Kirche am nördlichen Ufer der Donau gesichert. Unsicher ist die beabsichtigte Gründung eines Klosters unter Bischof Gebhard II.
Auch eine von dem aus Regensburg stammenden Ulrich von Zell, dem späteren Prior von Cluny, geplante Klostergründung unter Bischof Gebhard III. kam nicht zustande. Daraufhin verschenkte „Ulrich“ das als Standort vorgesehene Grundstück an seinen Verwandten, den Regensburger Kanoniker„Gebhard“. Angetrieben vom Wunsch nach innerkirchlicher Reform gründete Gebhard gemeinsam mit dem Kleriker Paul von Bernried 1138 ein Stift nach den Regeln der Augustiner-Chorherren von St. Maria in Porto Fuori bei Ravenna. In die Stiftung brachte er alle seine Besitzungen in der Umgebung von Stadtamhof ein, darunter einen Bauernhof und Güter bei Velburg, Burglengenfeld und Regenstauf, sowie sechs Weingärten auf dem nördlich benachbarten Dreifaltigkeitsberg und auch die später Mangwiesen genannten Wiesen am Zusammenfluss von Donau und Regen. Die Stiftung wurde 1139 durch Papst Innozenz II. unter päpstlichen Schutz gestellt und wurde ein vielbesuchter Wallfahrtsort.
Für das Jahr 1146 sind Bauarbeiten mit Werkleuten aus Como an Kloster und Kirche dokumentiert, in die auch die alte St. Mang-Kirche einbezogen war. Die Fundamente der Kirche sind nachweisbar im Keller des Pfarrhauses Andreasstraße Nr. 13.
Für das Jahr 1156 ist eine Altarweihe durch Bischof Hartwig II. überliefert, zu Ehren des Hauptpatrons, des heiligen Andreas. Zweiter Patron blieb St. Magnus. Erster Prior des Klosters wurde Gebhard. Die von König Konrad III. (HRR) gewährten Privilegien wurden bestätigt und dem Stift wurde eine neue Pfarrei zugeordnet. Nur wenige Jahre später kam das Stift 1161 in wirtschaftliche Schwierigkeiten, aus denen es durch Bischof Hartwig II. befreit wurde, der dem Stift das Opfergeld der Kirche Sallern und den Kornzehent zugestand.
Am Beginn des 15. Jahrhunderts wirkte im Stift der Geschichtsschreiber Andreas von Regensburg, der 1401 in das Kloster eingetreten war und im Auftrag von Herzog Ludwig VII. als Historiker, Sammler von Archivalien tätig war. Sein Nachlass wurde erst am Beginn des 17. Jahrhunderts entdeckt und ausgewertet von Franziscus Jeremias Grienewald (* 29. Juli 1581 † 1626) einem Mönch von Kloster Prüll, der die Geschichte von Regensburg erforschte und in eigenen Schriften veröffentlichte.
Nach dem Tod des Andreas von Regensburg um 1442 war der Niedergang des Stifts nicht aufzuhalten und schon am Ende des 15. Jahrhunderts war das Stift zur Bedeutungslosigkeit herabgesunken und verarmte im folgenden Jahrhundert völlig, nachdem sich Regensburg der Reformation angeschlossen hatte.

### Zerstörung im Dreißigjährigen Krieg (1634)
Stift und Kirche wurden im Verlauf des Dreißigjährigen Kriegs bei den Kämpfen um Regensburg völlig zerstört. Nachdem die Schweden im November 1633 Regensburg erobert hatten, erfolgte Anfang 1634 der Angriff eines starken kaiserlich-bayerischen Heeres von Norden her aus Böhmen kommend. Um die schwedisch besetzte Stadt Regensburg erfolgreich verteidigen zu können, musste die Steinerne Brücke und ihr nördlicher Wehrturm, der schwarze Turm, bedingungslos gegen die zu erwartenden Angriffe der kaiserlich-bayerischen Truppen von Norden her gehalten werden, was dann tatsächlich auch für mehrere Monate gelang. Das war trotz der weit überlegenen feindlichen Artillerie auf den umgebenden Hügeln nur deshalb möglich, weil die schwedischen Verteidiger ganz Stadtamhof zum Kampfplatz erklärten und im nördlichen und östlichen Vorfeld von Stadtamhof zusätzlich neue Befestigungsanlagen errichteten. Dafür mussten die bestehenden Wohnhäuser und auch die Stiftsgebäude mit Kirche und Kloster St. Mang, die den Angreifern Deckung hätten liefern können, zerstört werden. Nur das Katharinenspital, 5 Häuser und 2 Mühlen entgingen der Zerstörung. Eine von den Schweden geforderte Geldsumme von 100.000 Reichstalern konnte nach Geiselnahme trotz Verkauf aller Kirchenschätze nicht aufgebracht werden. Die angedrohte Tötung der Geiseln unterblieb. Nach Kriegsende ließ der damalige Administrator des Klosters eine Behelfskirche und bescheidene Notunterkünfte für die Chorherren errichten, von denen sich eine Federzeichnung erhalten hat.

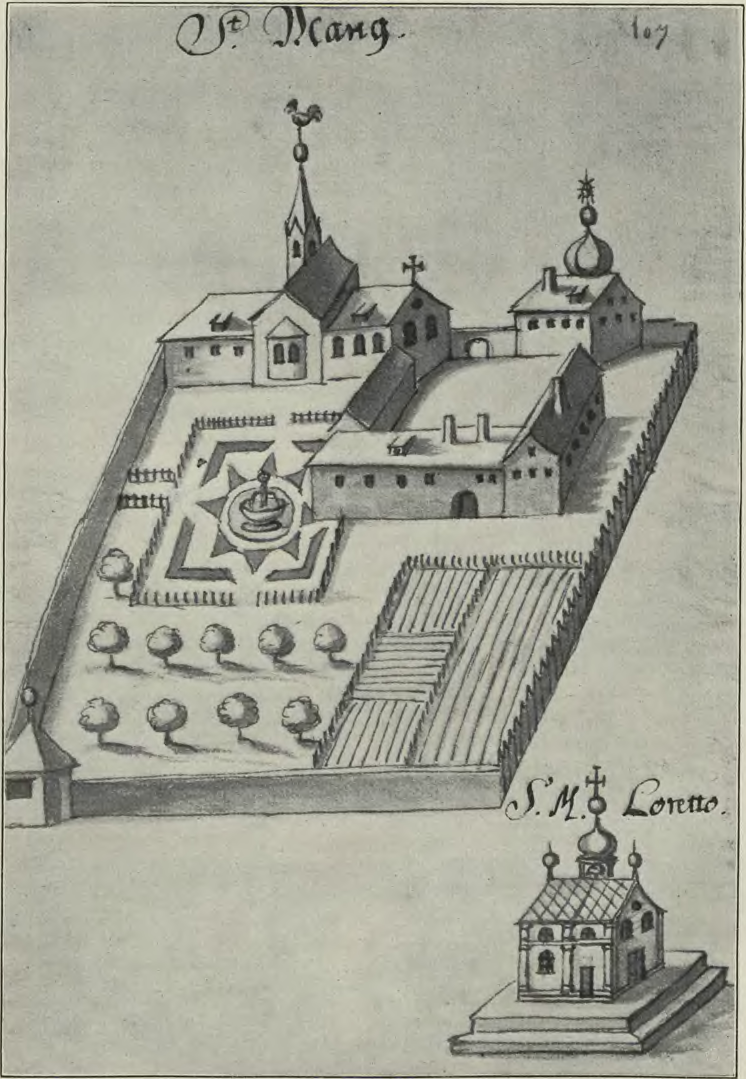
Planung Lorettokapelle
(siehe Anmerkung)

### Neubau einer Loretokapelle (1643)
Als ab 1642 in Regensburg das hundertjährige Jubiläum des Übertritts der Stadt zum Protestantismus gefeiert wurde, erinnerte man sich auf katholischer Seite eher an die damals sehr lukrative Wallfahrt zur „Schönen Maria“. Die Jesuiten riefen zu Spenden für den Bau einer Kapelle auf, mit der man die Wallfahrt wiederbeleben und Geld ansammeln wollte, um einen Neubau der Kirche zu ermöglichen. Als Bauplatz kam natürlich nur ein Platz vor den Toren der protestantischen Stadt Regensburg in Frage. Als Standort bot sich das Gelände des zerstörten Augustinerchorherrenstift St. Mang in Stadtamhof an, wo man inmitten der Ruinen ein nach den Abmessungen geeignetes Areal vorfand. Dort wurde im Jahre 1643 eine Kapelle errichtet, die in ihren Abmessungen genau der Loretokapelle entsprach. Die neue Kapelle wurde mit alten, noch erhaltenen Erinnerungsstücken der ehemaligen Marienwallfahrt, wie z. B. den alten Mirakelbildern, ausgestattet wurde. Dort – im zu Bayern gehörenden katholischen Stadtamhof – wurde für einige Jahre die ehemalige Wallfahrt zur „Schönen Maria“ recht erfolgreich wieder aufgenommen.

### Neubau von Kirche und Stift (ab 1720)

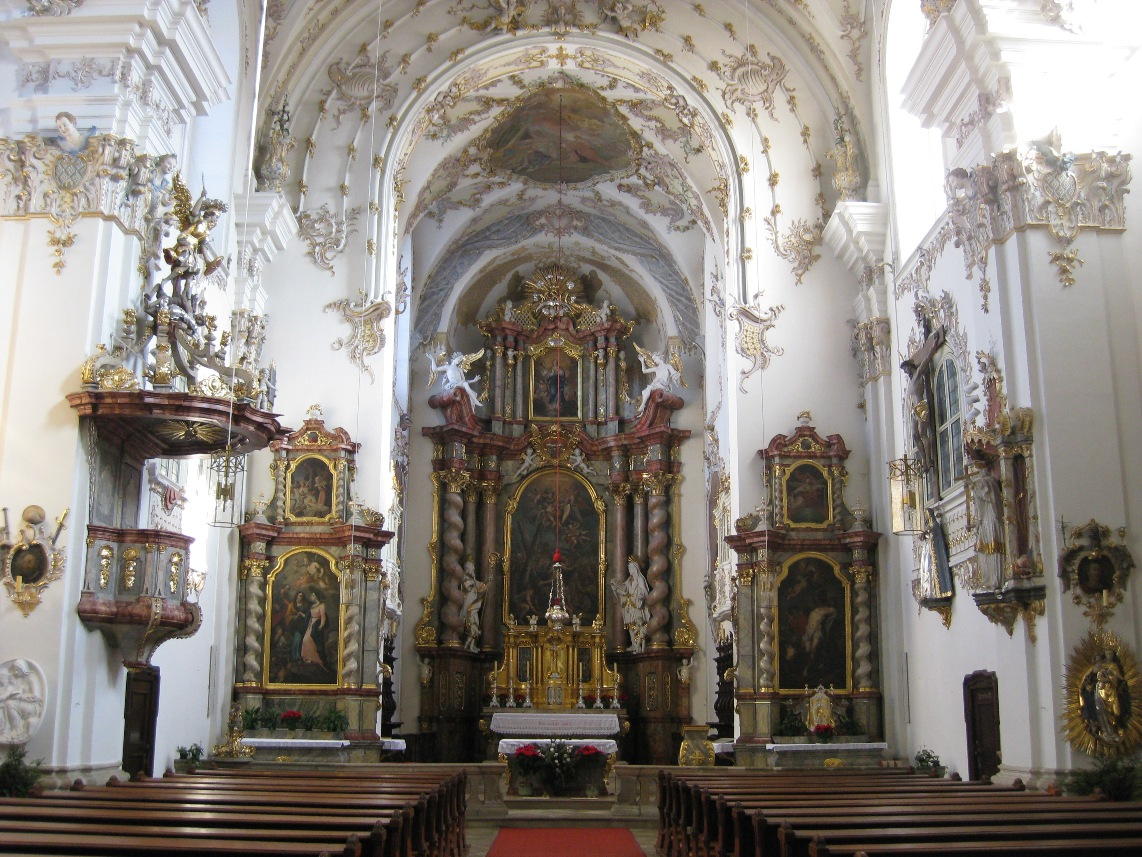
Innenraum der Kirche

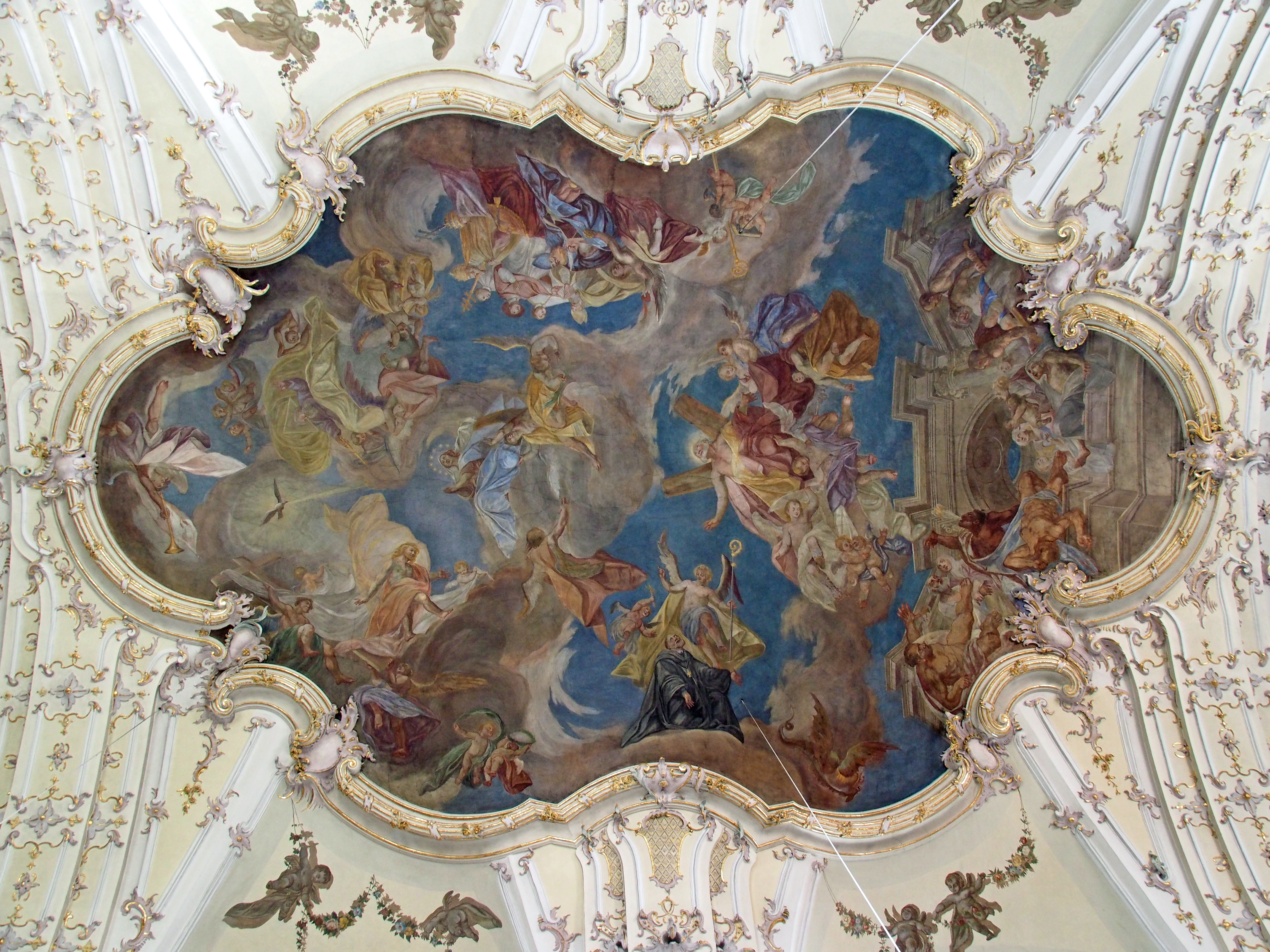
Deckenfresco Otto Gebhard zugeschrieben (um 1740)

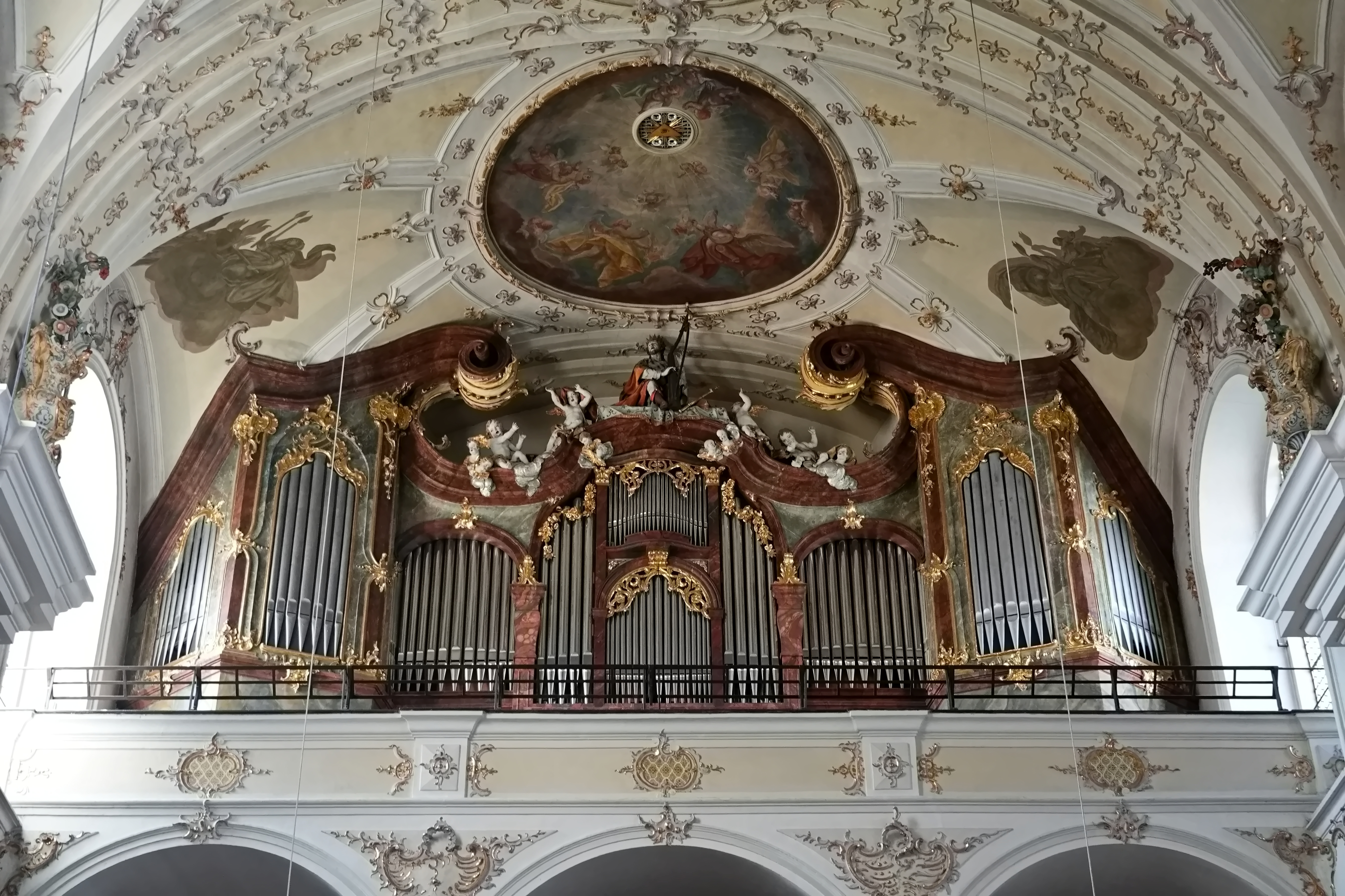
Winterhalter-Orgel (2008)

In den Jahren 1697 – 1717 erfolgte auf den Fundamenten des Vorgängerbaus der Neubau einer einschiffigen Kirche mit zweijochigem Chor. Der Bau erfolgte wahrscheinlich unter Leitung des Stadtamhofer Architekten Andreas Pichelmeier.
In den Jahren nach 1720 wurde die Kirche, beeinflusst durch die Arbeiten von Egid Quirin Asam in St. Emmeram in Regensburg, im Stil des Barock mit Stukkaturen eines unbekannten Meisters ausgestattet.
Die spätbarocke Ausformung des sechssäuligen Hochaltars mit zwei gewundenen Außensäulen wurde erst nach 1751 fertiggestellt. Das Altarbild des in Kallmünz ansässigen böhmischen Malers Lorenz Primislaus zeigt das Martyrium des heiligen Andreas und stammt aus der Zeit um 1720.
Links und rechts des Altars stehen Figuren des hl. Augustinus und der hl. Monika.
Die Decken- und Wandmalereien im Chor der Kirche entstanden im Jahr 1738. Sie wurden vom in Regensburg-Prüfening geborenen Maler Otto Gebhard geschaffen. Das Deckenbild im Chor zeigt die Berufung von Petrus und Andreas zu Aposteln.
Das prachtvolle mit Schnitzereien verzierte Chorgestühl aus Eiche entstand zwischen 1748 und 1750 und wurde höchstwahrscheinlich vom Hofbildhauer Simon Sorg geschaffen. In 24 Reliefs berichtet es aus dem Leben des Heiligen Augustinus.
1730 wurden Klostergebäude des Stifts erbaut und die Loretokapelle musste dem neuen Konventbau weichen. Noch im gleichen Jahr wurde eine neue Loretokapelle geweiht, diesmal erbaut in den Resten des nördlichen Seitenschiffes der im 30-jährigen Krieg zerstörten romanischen St. Mang-Kirche.

### Auflösung des Stifts, heutige Nutzung (ab 1803)
Im Zuge der Säkularisation in Bayern wurde das Stift 1803 aufgelöst und die Stiftsgebäude dem Landgericht und einer Brauerei zur Nutzung überlassen. Seit 1977 ist in den ehemaligen Stiftsgebäuden die Hochschule für Kirchenmusik untergebracht.
Die Kirche war zunächst Filialkirche der Dompfarrei St. Ulrich. Seit 1912 ist die Kirche eine selbständige Pfarrkirche der Pfarrei St. Mang. In den Jahren 1884 bis 1886 und 1993 bis 1994 wurde die Kirche innen renoviert.
Das Patrozinium der Pfarrkirche lautet St. Andreas. Zweiter Patron ist St. Magnus.
Aus dem Turm erklingt ein vierstimmiges Bronezgeläute in Schlagtonfolge cis1 es1 f1 as1 